# Ogień!
Ogień! (ang. Fire!) – brytyjski krótkometrażowy film niemy z 1901 w reżyserii Jamesa Williamsona.